# Strada Nicolae Iorga din Chișinău
Strada Nicolae Iorga (între 1834 - sf. secolului al XIX-lea – str. Iasskaia (Iași); între sf. secolului al XIX-lea - 1924 – str. Jukovskogo; în 1924-1931 – str. Armand Călinescu; în 1931-1939 – str. profesorul Nicolae Iorga; în 1939-1944 – str. Ieșilor; în 1944-1991 – str. Jukovskogo) este o stradă din centrul istoric al Chișinăului. 
De-a lungul străzii sunt amplasate o serie de monumente de arhitectură și istorie (Casa individuală, nr. 1, Clădirea fostei școli urbane populare Nr. 2, Vila urbană a medicului Kirkorov, Casa individuală, nr. 10, Casa de raport a lui Nazarov, Vila urbană, nr. 14, Clădirea fostului gimnaziu pentru băieți Nr. 2, Conacul urban al familiei Purcel, Conacul urban, nr. 24, Casa individuală, nr. 26, etc), precum și clădiri administrative (Ambasada Regatului Unit, Liceul de Creativitate și Inventică „Prometeu-Prim”, Școala Primară „Prometeu-Junior” și altele). 
Strada începe de la intersecția cu str. Alexei Mateevici, intersectând alte 3 artere și încheindu-se la intersecția cu str. 31 August 1989.  

## Legături externe
- Strada Nicolae Iorga din Chișinău la wikimapia.org